# Cladocarpus ventricosus
Cladocarpus ventricosus är en nässeldjursart som beskrevs av George James Allman 1877. Cladocarpus ventricosus ingår i släktet Cladocarpus och familjen Aglaopheniidae. Inga underarter finns listade i Catalogue of Life.